# 加々美武夫

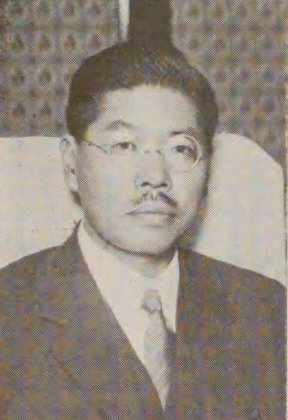
加々美武夫

加々美 武夫（かがみ たけお、1890年（明治23年）8月9日 - 1936年（昭和11年）9月18日）は、日本の内務官僚・政治家である。第8代大阪市長。従五位。

## 来歴
山梨県東山梨郡西保村北原（現在の山梨市）に生まれる。1908年（明治41年）に旧制海城中学校、1912年（明治45年）7月に東京高等商業学校（後の一橋大学）を卒業。その後、1915年（大正4年）7月に京都帝国大学法科大学を卒業し、同年10月高等文官試験に合格し、警視庁警部に任官、1916年（大正5年）7月に警視庁警視、保安課長、1917年（大正6年）9月に小石川大塚警察署長、1918年（大正7年）7月に赤坂表町警察署長、1919年（大正8年）8月に大阪府警視、特別高等課長、1922年（大正11年）5月に京都府理事官、内務部社会課長、同年10月に内務省警保局の内務事務官となりシベリア出張、1923年（大正12年）9月に中国出張、1924年（大正13年）1月に内務省内務書記官、關一大阪市長時代の同年1月12日に大阪市助役、1935年（昭和10年）2月12日に第8代大阪市長となり、病気のため辞任した1936年（昭和11年）7月20日まで務めている。墓所は多磨霊園。

## 年譜
- 1890年 山梨県に生まれる。
- 1908年 旧制海城中学校を卒業。
- 1911年 東京高等商業学校（後の一橋大学）を卒業。
- 1915年 京都帝国大学法科大学を卒業。高等文官試験に合格。警視庁に入庁。
- 1919年 大阪府警察部特別高等警察の課長になる。
- 1922年 内務事務官になり、シベリアに赴任。
- 1923年 大阪市助役に就任。
- 1935年 第8代大阪市長に就任。（在任期間1年5ヶ月）
- 1936年 病のため、大阪市長を辞任。その後、死去。

## 関連書籍
- 『月の石 都市復権にかけた中馬馨命の軌跡 上巻』（黒田隆幸著）ISBN 4496031884

加々美武夫に関する項がある。